# فراری‌ها (فیلم)
فراری‌ها (به انگلیسی: The Runaways) فیلمی آمریکایی به کارگردانی فلوریا سیجیزموندی در ژانر زندگی‌نامه‌ای محصول سال ۲۰۱۰ است. این فیلم درباره یک گروه موسیقی راک آمریکایی در دهه ۱۹۷۰ با همین نام می‌باشد. داکوتا فانینگ، کریستن استوارت و مایکل شنون از بازیگران این فیلم هستند. داستان فیلم درباره تشکیل این گروه موسیقی در سال ۱۹۷۵ و سپس از هم پاشیدن این گروه می‌باشد.
فیلم به داستان دختری میپردازد که می‌خواهد نوازنده گیتار شود اما مشکل اینجاست که در این دهه فقط پسرها گیتار برقی مینوازند و دخترها از گیتارهای کلاسیک و ساده را مینوازند. سرانجام این دختر به همراه دو دوست خود یک گروه موسیقی تشکیل می‌دهند که در بتوانند گیتار برقی هم بنوازند اما پس مدتی... 